# Руца (Фиренца)
Руца је насеље у Италији у округу Фиренца, региону Тоскана.
Према процени из 2011. у насељу је живело 116 становника. Насеље се налази на надморској висини од 299 м.